# حلزون‌های دستارپوش
حلزون‌های دستارپوش (نام علمی: Turbinidae) نام یک تیره از رده شکم‌پایان است.